# Antoinette Marie Verna
Antoinette Marie Verna (Rivarolo Canavese, 12 juin 1773 - Rivarolo Canavese, 25 décembre 1838) est une religieuse italienne fondatrice des sœurs de la charité de l'Immaculée Conception d'Ivrée et reconnue bienheureuse par l'Église catholique.

## Biographie
Antoinette Marie Verna est née le 12 juin 1773 à Pasquaro, une frazione de Rivarolo Canavese, dans une famille de paysans pauvres. À 15 ans, elle fait vœu de virginité perpétuelle ; mais comme ses parents veulent la marier, elle  est obligée de quitter Pasquaro pendant un certain temps en raison de demandes répétées en faveur du mariage. Dans le même temps, les bouleversements provoqués par la Révolution française de 1789 affaiblissent l'esprit religieux, même en Italie. Antoinette pense qu’il faut agir au niveau de l’instruction et de l’éducation chrétienne.
Après un an, elle rentre chez son père et commence son apostolat parmi les enfants du village jusqu'en 1797 ; date à laquelle elle s'installe définitivement à Rivarolo Canavese. Pour mettre en œuvre son projet, elle décide de compléter son instruction ; marchant quotidiennement 8 kilomètres pour se rendre à la ‘’Scuola del Gesù’’ à San Giorgio Canavese.
La nouvelle maison d'Antonette est composée d'une seule pièce qui lui sert aussi d’école avec enseignement du catéchisme et d'alphabétisation. Entre 1800 et 1802, plusieurs compagnes la rejoignent et la première communauté se constitue. En 1828, elle obtient de Charles-Félix de Savoie le décret approuvant l'institut suivie le 10 juin de la même année de celle de l'évêque d'Ivrée ; ce jour, Antoinette est élue supérieure de la communauté et fait sa profession religieuse avec quatre sœurs et la communauté prend le nom de sœurs de la charité de l'Immaculée Conception.
C'est le père Joseph Giordana , supérieur des lazaristes de Turin, qui dirige pendant deux ans la retraite mensuelle de la communauté sans jamais s'immiscer dans l'institut. Les premières postulantes commencent à arriver. Le père Giordana décède ; il est remplacé par un autre lazariste, le père Marc-Antoine Durando, qui dépose la Mère Verna sans aucune explication et l’envoie à Montanaro, dans une communauté juridiquement différente, convaincu qu'il faut fusionner les sœurs de la charité de l'Immaculée Conception avec les filles de la charité de Saint-Vincent-de-Paul. Cette intrusion provoque le mécontentement au sein de la communauté, et Antoinette demande que l'institut ne soit plus sous la direction des lazaristes. Elle renonce ensuite à la qualité de supérieure, afin de ne pas donner l'impression d'une revanche. Le 27 novembre 1835, l'évêque d'Ivrée érige la communauté en institut religieux de droit diocésain.
Elle meurt le 25 décembre 1838. Elle est reconnue vénérable le 19 décembre 2009 par le pape Benoît XVI et béatifiée le 2 octobre 2011 à Ivrée par le cardinal Tarcisio Bertone au nom du pape Benoît XVI. Son corps repose dans la chapelle des sœurs à Rivarolo Canavese.